# Адольфо Агоріо
Адольфо Агоріо Ечеверрі (15 вересня 1888 Монтевідео Уругвай — 19 квітня 1965 Монтевідео Уругвай) — уругвайський есеїст, театральний критик, професор та журналіст.

## Біографія
Він зробив свої перші кроки в журналістиці в університетському журналі «ісп. El Estudiante, дос. «Студент»», де його статті отримали схвальні відгуки від більш відомого есеїста Хосе Енріке Родо.Він співпрацював у La Razón Самуеля Бліксена та у El Liberal, режисера Белена де Сарраги .
Його перші газетні статті були опубліковані в La Tribuna Popular уругвайська ранкова газета, яка почала виходити в 1879 році.
У 1910 році він заснував літературно-політичну газету для уругвайської громади в Буенос-Айресі (ісп. El Oriental, трансліт. Ель Орієнталь), яка проіснувала недовго.
У 1914 році Хосе Батльє-і-Ордоньєс запросив його до співпраці в «ісп. El Día, трансліт. Ель Діа», де він писав під псевдонімом Джейкоб .
Він був дописувачем паризьких газет L'Eclair, La Nación з Буенос-Айреса та La Mañana з Монтевідео. 

## Будівельний майданчик
- Кузня (нотатки про європейську війну) (1915).
- Сила і Закон. Моральні аспекти Великої війни (1916).
- L'Amérique Latin et la France (1917).
- Тінь Європи (1917).
- Ріші абура (1919).
- Атараксія (1923).
- Під поглядом Леніна (1925).
- Рим і дух Заходу (1934).
- Вступ до гуманізму (1941).
- Цивілізатори. Драма баскських гаучо в Ріо-де-ла-Плата (1947).
- Леонсіо Лассо де ла Вега та Тінь диявола (1957).

## Зовнішні посилання
- Адольфо Агоріо Сайт, присвячений Адольфо Агоріо в Anáforas (Цифрова бібліотека уругвайських авторів).